# Эзофагостомоз
Эзофагостомоз (лат. Oesophagostomosis) — гельминтоз из группы нематодозов человека и домашних животных, характеризующийся поражением кишечника, в основном толстой кишки.

## Эзофагостомоз человека

### Этиология и эпидемиология
Возбудителями эзофагостомоза человека являются нематоды Oesophagostomum aculeatum (Linstow, 1879), Oesophagostomum bifurcum (Creplin, 1849) и Oesophagostomum stephanostomum (Stossich, 1904) (сем. Strongyloidae, отр. Strongylida). Основными хозяевами этих эзофагостом являются обезьяны.
Самцы O. stephanostomum 18—24 мм длиной, шириной до 0,68—0,74 мм, самки — соответственно 18—30 и 0,74—0,9 мм. O. aculeatum и O. bifurcum примерно одинаковы, длина самцов 8—13 мм, ширина 0,31—0,41 мм, длина самок — 11,5—19 мм, ширина 0,38—0,54 мм. Яйца овальные с тонкой оболочкой длиной 0,051—0,08 мм, ширина — 0,029—0,043 мм.
Человек редко заражается данным гельминтозом. Болезнь встречается в Африке (Нигерия, Уганда, Гана, Эфиопия), Индонезии и в Южной Америке (Бразилия).
Источником инвазии являются обезьяны. Человек заражается при употреблении в пищу фруктов и овощей с находившимися на них личинками. через воду, содержащую личинок, а также через грязные руки.

### Жизненный цикл паразита
Яйца гельминтов выделяются с испражнениями. Через 2 суток из яиц выходят личинки. После развития и 2-х линек, личинки становятся инвазионными и через рот попадают в человека, внедряются в слизистую оболочку или подслизистую основу толстой кишки. Через 48 часов вокруг личинки образуется гранулематозная ткань — образуется узелок (см. Гельминтома). Паразит линяет ещё раз, после чего выходит в просвет толстой кишки, где происходит 4-я линька и дальнейшее развитие гельминта. Через 15—20 дней гельминты достигают половой зрелости, и самка начинает откладывать яйца. Возможно заражение личинками и через кожу.
У человека личинки могут не выходить в просвет толстой кишки; нередко они проникают под серозную оболочку, где инкапсулируются, формирую паразитарные кисты, в которых могут достигать половой зрелости.

### Патогенез
Патогенез заболевания обусловлен сенсибилизацией организма продуктами обмена гельминта, которые особенно интенсивно выделяются во время линьки личинок, паразитирующих в стенке толстой кишки (так называемая узелковая болезнь). В связи с заносом мигрирующими личинками возбудителя в стенку толстой кишки патогенной микрофлоры, возможно нагноение узелков. Наблюдается воспаление толстой кишки, нарушение функции кишечника.

### Патологическая анатомия
Паразитарные кисты локализуются под серозной оболочкой толстой кишки, имеют серовато-жёлтый цвет, в диаметре достигают 1,5 см. На разрезе определяется центральная полость, заполненная желтовато-зелёной гноевидной массой, в которой находится гельминт желтоватого или золотисто-коричневого цвета. В случае гибели гельминта, в кисте развивается фиброзная ткань, возможна кальцификация.

### Клиническая картина
Различают 2 периода эзофагостомоза: ранний (ларвальный), во время которого происходит внедрение личинок в стенку кишечника, и поздний (имагинальный), когда гельминт паразитирует в просвете толстой кишки. Для ларвального периода характерно снижение аппетита, слабость, апатия, боли в животе, диарея, похудение. В имагинальном периоде болезнь протекает субклинически либо проявляется диареей.
При локализации паразитарных кист под серозной оболочкой у исхудавших больных пальпаторно можно определить по ходу толстой кишки плотные опухолевидные образования.
Наиболее частыми осложнениями эзофагостомоза являются обтурация или инвагинация толстой кишки на уровне локализации паразитарных кист.

### Лечение
Диагноз возможен в имагинальном периоде болезни на основании анамнеза и обнаружения яиц гельминта. Дифференциальный диагноз проводят с опухолями кишечника.
Лечение проводят тиабендазолом, обычно по 25 мг/кг 2 раза в сутки в течение 2—3 дней в комплексе с гипосенсибилизирующими средствами и витаминами. Суточного доза тиабендозола для взрослого 1 г. Противопоказан при беременности. При обтурации и/или инвагинации толстой кишки требуется хирургическое удаление паразитарных кист.
Прогноз обычно благоприятный; при осложнении — благоприятный только при условии оперативного вмешательства.

## Эзофагостомоз домашних животных

Жизненный цикл паразита.

Нематоды рода Oesophagostomum паразитируют у крупного рогатого скота (О. radiatum), овец (О. venulosum, О. columbianum), свиней (О. dentatum и О. longicaudum).
Длина этих эзофагостом до 2 см; взрослые гельминты локализуются в просвете, а личинки — в стенке толстых кишок.